# Замок Алленбург
Замок А́лленбург (нем. Allenburg) — замок Тевтонского ордена, располагавшийся на территории нынешней Калининградской области. С момента первого возведения в 1257 и на момент разрушения (XV век) многократно перестраивался.

## История
В 1256 году в ходе похода, возглавленного комтуром Кёнигсберга Бурхардом фон Хорнхаузеном, была взята штурмом и разрушена деревянная прусская крепость. Название холма, на котором находилась крепость, было переведено с прусского на немецкий как «Циккельберг» («Козья Гора»). Холм находился на обрывистом берегу реки Алле, отрезанным с севера ручьём. Около 1257 года орденские братья возвели между ручьём и рекой вал длиной более 50 метров. Ворота располагались на севере у самого обрыва. Площадка крепости в самом широком месте достигала 40 метров. Ручей был перегорожен плотиной высотой 5,5 метров, которая до 1945 года называлась «Мюленберг» («Мельничья Гора»), так как на плотине находится мельница.
Во время второго прусского восстания 1260 года крепость была разрушена надровами. После подавления восстания для защиты этого направления орден построил небольшое вальное укрепление на противоположном берегу реки Алле типа «Вильдхаус». Точная дата перестройки данного сооружения в камне неизвестна.
К середине XIV века Алленбург представлял собой небольшой укреплённый, однофлигельный замок, около которого образовалось поселение немецких колонистов. К этому времени граница территории Тевтонского ордена сместилась на восток, и замок потерял свой приграничный статус. В так называемых «Литовских дорожных сообщениях» от 1384 года великого комтура ордена (1383—1387) Куно фон Либенштайна, который осматривал укрепления с целью ревизии их обороноспособности, упоминается замок Алленбург. В сообщениях перечисляется вооружение замка, в том числе 5 арбалетов и 720 стрел к ним.
В 1400 году великий магистр Конрад фон Юнгинген даровал поселению у замка Кульмское городское право. Город имел прямоугольную форму, замок располагался в юго-западной части. С трёх сторон Алленбург защищали реки: на западе и юге — Алле, на севере — Свине.
В 1450 году значение замка упало, так как город перешёл на сторону «Прусского союза», оппозиционного ордену. В 1455 году во время Тринадцатилетней войны город и замок были сожжены, после чего замковые постройки были полностью разобраны. Позднее это место называлось Юнкерхоф (Юнкерплатц). На месте, где предположительно стоял замок, в настоящее время располагаются частные дома.